# Плутонийдижелезо
Плутонийдижелезо — бинарное неорганическое соединение
плутония и железа
с формулой Fe2Pu,
кристаллы.

## Получение
- Сплавление стехиометрических количеств чистых веществ:

{\displaystyle {\mathsf {Pu+2Fe\ {\xrightarrow {1240^{o}C}}\ PuFe_{2}}}}

## Физические свойства
Плутонийдижелезо образует кристаллы
кубической сингонии,
пространственная группа F d3m,
параметры ячейки a = 0,715÷0,719 нм, Z = 8,
структура типа димедьмагния Cu2Mg.
При температуре 760°С (771°С) происходит переход в фазу 
гексагональной сингонии,
пространственная группа P 63/mmc,
параметры ячейки a = 0,564 нм, c = 1,837 нм, Z = 8,
структура типа диникельмагния Ni2Mg
.
При температуре 1020°С (1040°С) происходит переход в кубическую фазу.
При температуре ниже 360°С соединение является ферромагнетиком.
Соединение конгруэнтно плавится при 1240°С.